# HD 92845
HD 92845，又名CD-32 7572，SAO 201665、HR 4194，是一颗恒星，视星等为5.64，位于銀經273.85，銀緯22.79，其B1900.0坐标为赤經10h 38m 5s，赤緯-32° 22.79′ 32″。